# Jîn
Jîn is een Turks-Duitse dramafilm uit 2013, geschreven en geregisseerd door Reha Erdem.

## Verhaal
Een jonge Koerdische guerrillastrijder verlaat haar militaire eenheid in het conflictgebied in Oost-Turkije en trekt naar de stad İzmir.

## Rolverdeling
| Acteur          | Personage            |
| --------------- | -------------------- |
| Deniz Hasgüler  | Jîn                  |
| Onur Ünsal      | Soldaat              |
| Yildirim Simsek | Vrachtwagenchauffeur |

## Release
De film ging in première op 8 februari 2013 op het Internationaal filmfestival van Berlijn.

## Prijzen en nominaties
| Jaar | Prijs                                           | Categorie                   | Genomineerde(n)    | Uitslag     |
| ---- | ----------------------------------------------- | --------------------------- | ------------------ | ----------- |
| 2013 | Buster International Children's Film Festival   | Jeugdfilm                   | Deniz Hasgüler     | Gewonnen    |
| 2013 | Filmfestival van Adelaide                       | Beste speelfilm             | Reha Erdem         | Gewonnen    |
| 2013 | Filmfestival van Neurenberg "Turkije-Duitsland" | Beste film                  | Reha Erdem         | Genomineerd |
| 2013 | Granada Film Festival Cines del Sur             | Gouden Alhambra             | Reha Erdem         | Genomineerd |
| 2013 | Internationaal filmfestival van Adana           | Beste regisseur             | Reha Erdem         | Gewonnen    |
| 2013 | Internationaal filmfestival van Adana           | Meest veelbelovende actrice | Deniz Hasgüler     | Gewonnen    |
| 2013 | Internationaal filmfestival van Berlijn         | Beste speelfilm             | Atlantik Film      | Genomineerd |
| 2013 | Internationaal filmfestival van Seattle         | Beste regisseur             | Reha Erdem         | Genomineerd |
| 2013 | Sinema Yazarları Derneği (SİYAD)                | Beste film                  | Beste film         | Genomineerd |
| 2013 | Sinema Yazarları Derneği (SİYAD)                | Beste regisseur             | Reha Erdem         | Gewonnen    |
| 2013 | Sinema Yazarları Derneği (SİYAD)                | Beste actrice               | Deniz Hasguler     | Genomineerd |
| 2013 | Sinema Yazarları Derneği (SİYAD)                | Beste muziek                | Hildur Guðnadóttir | Genomineerd |
| 2013 | Sinema Yazarları Derneği (SİYAD)                | Beste scenario              | Reha Erdem         | Genomineerd |
| 2013 | Sinema Yazarları Derneği (SİYAD)                | Beste cinematografie        | Florent Herry      | Genomineerd |
| 2013 | Sinema Yazarları Derneği (SİYAD)                | Beste montage               | Reha Erdem         | Genomineerd |